# Уотсон, Альберта
Фейт Сьюзен Альбе́рта Уотсон (англ. Faith Susan Alberta Watson; 6 марта 1955, Торонто — 21 марта 2015) — канадская актриса кино и сериалов.

## Биография
Родилась в Торонто, в семье рабочих. В 16 лет оставила учёбу в средней школе Торонто ради работы в труппе местного театра.
Получила первую роль в 19 лет в фильме под названием Honor Thy Father. В начале своей карьеры она сыграла роль Митци в фильме Георга Кацендера In Praise of Older Women (1978), за которую получила номинацию на премию Джини (англ. Genie). Через год, в 1979 она получила награду Best Actress на Yorkton Film Festival за «Exposure».
Жила в Нью-Джерси восемь лет вместе с мужем. Однако позже они развелись. Затем она вернулась в Торонто и сосредоточилась на поиске ролей в независимых фильмах. Она работала с режиссёром Коллин Мёрфи в фильме Shoemaker (1996), за который она снова была номинирована на Джини (англ. Genie).
Среди наиболее известных ролей — Сьюзен Айбелли в американском фильме 1994 года «Раскрепощение» (англ. Spanking the Monkey), Лорен Мёрфи в культовом фильме 1995 года «Хакеры» (англ. Hackers), и Риза в канадском фильме 1997 года, номинированном на Оскар «Славное будущее» (англ. The Sweet Hereafter), режиссёра Атома Эгояна.
Одной из самых известных ролей актрисы стала роль Мэдлин в сериале «Её звали Никита» (1997—2001). Этот сериал приобрёл огромную популярность по всему миру.

[Зрителям] нравилось видеть сильную женщину, делающую всё, что в её силах: ту, которая никогда не шла на компромиссы или отступала. Мэдлин была целенаправленна и уверена, это два самых важных её качества, между прочим, для сохранения карьеры в этой деятельности.
Оригинальный текст (англ.)They loved seeing a strong woman operating at the top of her game: one who never compromised or backed down. Madeline was powerfully single-minded and confident; two of the most important qualities, incidentally, in maintaining a career in this business.
— Альберта Ватсон
Во время второго сезона сериала, в 1998 году, у актрисы диагностировали лимфому, для лечения которой ей пришлось проходить курс химиотерапии.
В 2005 году снялась в сериале 24, она сыграла роль Эрин Дрисколл в течение 12 серий четвёртого сезона сериала.
В 2007 и 2008 годах играла второстепенную роль министра в канадском сериале The Border.
В 2011  сыграла в последнем эпизоде нового сериала Никита (2010). Актриса появилась в роли сенатора.
Во втором сезоне сериала Никита (2010) выяснилось, что героиню Уотсон тоже зовут Мэдлин (как и в предыдущей экранизации «Её звали Никита» (фр. La femme Nikita)), после чего многие поклонники обоих сериалов построили гипотезу о том, что это одна и та же героиня.
В сентябре 2011 получила престижную канадскую премию «Джемини» в номинации «Лучшая приглашённая актриса в драматическом сериале» за роль в эпизоде Heartland (Where the Truth Lies).

## Фильмография
1. 1978 — «In Praise of Older Women» — Митци
2. 1982 — «The Soldier» — Сьюзен Гудман
3. 1983 — «Крепость» — Ева Куза
4. 1986 — «Women of Valor» — Хелен Прескотт
5. 1990 — «Destiny to Order» — Талия/Марла/Николь
6. 1991 — «Агент» — Кристина де Вера
7. 1994 — «Раскрепощение» (англ. Spanking the Monkey) — Сьюзен Айбелли
8. 1995 — «Хакеры» (англ. Hackers) — Лорен Мёрфи
9. 1996 — «Shoemaker» — Анна
10. 1996 — «Sweet Angel Mine» — Мэган
11. 1996 — «Seeds of Doubt» — Дженифер Кингсли
12. 1997 — «Славное будущее» (англ. The Sweet Hereafter) — Риза Волкер
13. 1997—2001 — «Её звали Никита» (фр. La femme Nikita) — Мэдлин
14. 2001 — «After The Harvest» — Амели Гейр
15. 2001 — «Chasing Cain» — Дениза МакГуган
16. 2002 — «Chasing Cain — 2: Face» — Дениза МакГуган
17. 2002 — «The Wild Dogs» — Натали
18. 2004—2005 — 24 — Эрин Дрисколл
19. 2006 — «Angela’s Eyes» — Лидия Андерсон
20. 2006 — «A Lobster Tale» — Марта Бревер
21. 2008—2009 — «The Border» — Minister Suzanne Fleischer
22. 2011 — «Никита (2010)» — Мэдлин

## Награды
- 1978 — Etrog (номинация) — Лучшая актриса второго плана — In Praise of Older Women (1978)
- 1997 — Gemini (номинация) — Лучшая актриса в главной роли — Shoemaker (1996)
- 1997 — NBR Award (National Board of Review) — Лучший актёрский состав — Светлое будущее (англ. The Sweet Hereafter), (1997)
- 1998 — «Джемини» (номинация) — Лучшая актриса второго плана в драме или мини-сериале — Её звали Никита (1997), серия «New Regime»
- 2001 — «Джемини» (номинация) — Лучшая актриса в главной роли в драме или мини-сериале — After the Harvest (2001)
- 2003 — «Джемини» (номинация) — Лучшая актриса в главной роли в драме или мини-сериале — Chasing Cain: Face (2002)
- 2005 — «Джемини» (номинация) — Лучшая актриса второго плана в драме или мини-сериале — Choice: The Henry Morgentaler Story (2003)
- 2008 — Chlotrudis Awards — награда за карьерные достижения
- 2011 — «Джемини» — Лучшая приглашённая актриса в драматическом сериале — Heartland (Where The Truth Lies)